# Nymphula affinialis
Nymphula affinialis là một loài bướm đêm trong họ Crambidae.